# The Air boys
The Air Boys — греческая рок-группа. Также известные под названиями Air Boys и Airboys. Одна из старейших действующих европейских групп. Создана в 1965 году на острове Крит. Исполняет классический рок-н-ролл, рокабилли, бит на греческом и английском языке. 

## Первые составы
The Air boys - «Воздушные мальчики» были созданы в начале 1965 года на 115-м боевом крыле авиабазы Суда в Ханье, Крит. При чём руководство базы приняло идею создания группы без восторга, особенно протестовала греческая часть администрации. Это одна из первых рок-групп в Греции и первая на всём Крите. В своём изначальном составе группа состояла из военнослужащих, находящихся на базе американских ВВС, греческого обслуживающего персонала или их детей. Это были Яннис Гикакис (Giannis Gikakis) (основатель и крестный отец группы - ритм-гитара и голос), Яннис Георгантис (Giannis Georgantis) (лидер-гитара, вокал), американец Харольд Байрум (Harrold Byrum) (бас), Костас Кастринакис (Κώστας Καστρινάκης)(ударные), Георг Хоури (George Khoury) (ударные) Никос Панталос (Νίκος Πανταλός) (ритм-гитара, акустическая гитара, вокал).
Из-за постоянной ротации военнослужащих и обслуживающего персонала - состав The Air Boys был крайне не стабилен. Во втором составе появилось много новых персонажей, которые заменили уволенных или переведённых в другие места это американцы Роберт Кнепп (Robert Knepp) (гитара и бас) и Уильям Хоуи (William Hoey) (вокал), Никос Влахопулос (Νίκος Βλαχόπουλος ) (гитара), Стелиос Коулакис (Στέλιος Κουκλάκης) (ударные), Никос Церкакис (Νίκος Τσερκάκης) (саксофон) Макис Георгогианнакис (Μάκης Γεωργογιαννάκης) (фортепиано), Джордж Георгиу (Γιώργος Γεωργίου ) (лидер гитара), Димитрис Камбитис (Δημήτρης Καμπίτης) (бас), Петрос Гипарис (Πέτρος Γύπαρης) (вокал), Никос Кондсоглу (Νίκος Κόντσογλου) (ритм-гитара), Джордж Христодоулакис (Γιώργος Χριστοδουλάκης) (ударные и труба), Петрос Пападопулос (Πέτρος Παπαδόπουλος) (вокал), Харис Дионисопулос (Χάρης Διονυσόπουλος) (вокал).

## 1965-1966 годы

### Air Boys и первый официальный концерт
В  субботнее утро 2 апреля 1966 года, окрестности у большого театра Аполлона Ханьи наполнились хаосом из-за студентов и учеников старших классов школы Ханья, которые пытались получить билет, который позволил бы им посетить ожидаемый первый концерт своей любимой группы Air Boys.
Когда около 10:00 утра последние билеты были распроданы начались беспорядки. Все имеющиеся в наличии полицейские силы, несмотря на поддержку военнослужащих с военного аэродрома 115-го боевого крыла, с большим трудом могли поддерживать элементарный порядок у входа в театр, а также в зале, где проходили ожесточенные стычки возле передних сидений и в районе театральной сцены. В 10:45 билеты закончились, кассы закрылись, и полиция с большим трудом сумела закрыть огромные двери, оставив только небольшой проход для официальных гостей. Концерт проходил при поддержке митрополита Ханского и Киссамосского, кроме которого присутствовали военные и политические власти Ханьи. В центре первого ряда сидений находились митрополит Эйрин, мэр города, генерал Леканидис, префект Ханьи - Маркопулос (отец Янниса Маркопулоса), командир и заместитель командующего 115-й крыла и другие официальные лица. Однако несмотря на усиленные меры по организации порядка примерно пятьсот человек, которые не смогли достать билетов начали кричать, чтобы войти, пытаясь согласованно поднять или сломать двери входа. Некоторым удалось подняться через соседние крыши и дойти до больших вентиляционных окон театра на высоте 3,5 метра с риском получения серьёзных травм. Около 11:00 утра ситуация стала неуправляемой. Положение спасли опытный владелец кинотеатра, мистер Брайт и префект, которые пообещали тем, кто не смог достать билет, что «они устроят новый концерт для тех, кто не нашёл билет» на следующей неделе. В итоге всё успокоилось, и концерт был проведён.
При этом суббота в то время не была ни праздничным ни выходным днями, то есть и школы и магазины были открыты.

### Другие события середины 1960-х
Пик популярности приходится на первые два года существования группы. Группа быстро добивается известности сначала на острове Крит, а через некоторое время становится значимой группой и на материковой части Греции. AIR BOYS дают восемь концертов в Ханье в Театре Аполлона, все вырученные средства идут на благотворительность. На первый концерт только официально было продано 1750 билетов, но ещё около 500 человек не смогли достать билеты, при чём цена на концерт была довольно высокой. Такие группы как Idols, Olympians, Dragons, Sounds и некоторые другие представители материковой Греции на такие концерты в Ханье, продавали всего от 300 до 700 билетов, в переводе на современные курсы "Воздушные мальчики" смогли заработать примерно 300000 евро, что было очень значительной суммой для того времени, тем более для достаточно бедного Критского региона.
С середины 1966 года Air Boys начинают исполнять свои собственные первые песни (написанные Яннисом Гикакисом), которые были с энтузиазмом приняты молодежью Крита. Директор консерватории Ханьи, впечатленный выступлениями и успехом, даёт Яннису Гикикакису бесплатное образование в консерватории, когда с удивлением узнаёт, что тот не изучал музыку. Все участники Air Boys, за исключением Никоса Влахопулоса и двух американцев, были музыкантами-самоучками.

### "AIR BOYS FAN CLUB"
На Пасху 1966 года, когда прибыли ханиотские студенты из Афин и трое студентов из Италии (Филиппос, Манолис и Алкис), во время вечеринки началась дискуссия, в которой также участвовали и некоторые музыканты Air Boys. В итоге Тодорис Вурвачис (Θοδωρής Βούρβαχης), Пантелис Вурвачис (Παντελής Βούρβαχης), Такис Хатзадакис (Τάκης Χατζηδάκης), Никос Коцакис (Νίκος Κωτσάκης), Джордж Габриэль (Γιώργος Γαβριήλ), Михалис Георгаракис (Μιχάλης Γεωργαράκης) и многие другие, было решено создать «AIR BOYS FAN CLUB». На реализацию этого решения ушло около десяти дней. На встрече, в которой приняли участие вышеупомянутые и основатель Air Boys Яннис Гикакис, было единогласно решено учредить AIR BOYS FAN CLUB.
Наиболее важными и инновационными решениями, принятыми на встрече и реализованными в течение этих десяти дней, были следующие:
1) Строгий отбор и регистрация до 150 членов, которых должны были предлагать не менее трех членов-основателей, для размещения на вечеринках и собраниях, в существующем пространстве фан-клуба. В «исключительных случаях» регистрации слишком большого числа новых членов, число членов не должно превышать 300 человек.
2) Выдача членской карточки для всех участников, чтобы можно было контролировать входы на места проведения различных мероприятий. Карты имели две стороны. В одном у них был логотип фан-клуба. (В центре была электрогитара с двумя крыльями. Вверху была надпись «AIR BOYS FAN CLUB», а внизу сообщение - «Действие - Здесь» (HERE IS THE ACTION”.).
3) Знакомство с фирменным напитком, который был вкусен, но с контролируемым количеством алкоголя, так чтобы ни один участник, особенно молодые люди, не достигали предела тяжелой и неконтролируемой интоксикации. Введение этого напитка было также навязано по финансовым причинам, поскольку оно стоило намного дешевле, чем напитки, которые продавались на рынке. Поэтому было решено сделать сложный и «несовместимый» коктейль, который бы содержал немного виски, немного раки, достаточно вермута, достаточно кока-колы и много одного местного напитка, который был очень дешевый и безалкогольный, который затем продавался в качестве замены кока-колы, которую тогда было трудно найти и стоила она очень дорого. Виски и кока-кола были предоставлены бесплатно американцами - членами фан-клуба - с заправочной станции R.X. (Пост обмена) американской базы. Окончательный выбор количественного состава этого «коктейля» был сделан после многих часов испытаний Яннисом Гикакисом и Джорджем Габриэлем. Когда финальный состав был окончательно оформлен, тогда основные члены-основатели A.B.F.C (The Air Boys Fun Club) предприняли последний этап его производства и розлива в форменные бутылки, на которых была наклеена этикетка ручной работы, на которой был логотип фан-клуба, а сверху (полукруглым шрифтом) название напитка THE THE AIR BOYS. МЯГКИЙ НАПИТОК» (“THE AIR BOYS SOFT DRINK”). (Основным вдохновителем идеи был Яннис Гикакис, который хотел, чтобы в названии что-то указывало на то, что это слабоалкогольный напиток.)

## 1967-1970
В октябре 1967 года Яннис Гикакакис переведён в 123-е Крыло технической подготовки в Татои, а через месяц по договоренности с «A.M.I. Records», отправляется в Афины, чтобы выпустить первые четыре песни группы. Но переворот 21 апреля делает невозможным одновременное получение разрешения для всех участников группы. С уже установленной датой записи, Яннис Гикакакис вынужден обратиться за помощью для записи - к другим греческим группам. В итоге он получает помощь от группы из Пирея - SEA BIRDS, вместе с Вангелисом Вогацзакисом (Βαγγέλη Βογιατζάκη) (лидер гитара), Иоаннисом Хацичидироглу (Γιάννη Χατζηχιδήρογλου) (вокал), Иоаннисом Фридасом (Γιάννη Φρυδά) (бас), Димитрисом Лемоницакисом (Δημήτρη Λεμονιτσάκη)(ударные), Антонисом Фламбури (Αντώνη Φλαμπούρη) (гитара) и Христосом Константинидисом (Χρήστο Κωνσταντινίδη)  (органист). После поспешной репетиции запись происходит всего за пару часов, в студийной паузе между Полисом Пану и Стелиосом Казандзидисом. Были записаны композиции: «Я чувствую себя одиноким» (I feel alone), «Современная девушка» (Μοντέρνο κορίτσι) и «Грусть» (Θλίψη) в текст и музыка Янниса Гикакакиса и «Хатико» (Χάθηκες) в текст Василиса Мастрокостаса и музыка Янниса Гикакиса.
Пластинка записывалась не столько с коммерческой целью, сколько с целью саморекламы. "Группа, которая делает альбом, производит более широкое впечатление. Пластинка отправляется в магазины, журналы напишут о ней, вероятно, она будет воспроизведена по радио." (Το δισκάκι θα πάει στα μαγαζιά, θα γράψουν τα περιοδικά, πιθανώς να παιχτεί και από το ραδιόφωνο… Όλα αυτά πρέπει να συνέβησαν και με τους Air Boys). Несмотря на ограниченный тираж и действия диктатуры пластинка не только оказалась успешной, но и информация о ней попала на страницы издания «Современные ритмы» (выпуск 99 от 14 февраля 1968 года) в колонке Теодора Сарантиса (Θόδωρου Σαραντή).
После перевода в Татои Яннис Гикакакис создаёт на базе 123-го крыла технического образования и местной школы новый состав группы. В её составе играли Байрон Лиано (Βύρωνα Λιανό) (гитара), Стефанос Илиопулос (Στέφανο Ηλιόπουλο) (гитара), Джордж Полихронос (Γιώργο Πολύχρονο) (ударные) и Яннис Гикакакис (гитара) этот этап для AIR BOYS, продлится до конца 1970 года.
Постепенно AIR BOYS начинают распадаться с середины 1969 года, когда были уволены ещё трое участников группы. Однако ранее, в октябре 1968 года, они провели четырехчасовой прощальный и беспрецедентный «GIGA CONCERT» («ΣΥΝΑΥΛΙΑ ΓΙΓΑΣ») в театре Apollo в Ханье с участием ещё трёх других групп.

## За пределами группы
Судьба большинства участников группы после её распада в начале 1970-х остаётся неизвестной. Следы Кнеппа и Хоури были потеряны сразу после их выхода из группы. Байрум после возвращения в США создал группу со своим братом, которую назвали... The Air Boys, которая, впрочем, не добилась каких-либо успехов. Примечательно сложилась судьба Джея Арра (Jay Arr), который играл в группе несколько месяцев. Он попал в боевую часть во Вьетнаме и был серьёзно ранен в бою . Когда он вернулся к Джессике, его жене и Сюзанне, их маленькой дочери, он был почти слеп и без правой руки. Гикакис узнал эту  печальную историю и сочинил песню «Война окончена», посвятив американскому другу и художественному партнеру.
Яннис Гикакис известен не только как рок-музыкант, но и как автор книг иногда издавая их под псевдонимом Марс Романос.

## 2010-е
После 1970 года музыканты AIR BOYS теряются в «четырёх точках горизонта», без контактов друг с другом вплоть до 2013 года, когда основатель группы Яннис Гикакис смог организовать встречу 23 июля 2013 года. Как отмечает Яннис "Это была очень трогательная встреча, которая длилась до поздней ночи". В конце встречи они пообещали друг другу вернуться в студию и попытаться записать 20 незаписанных песен группы, однако расстояния и биологические трудности не давали большой надежды на это, пока в 2015 году четырём музыкантам, живущим в Аттике (Яннис Гикакис, Никос Панталос, Панос Атанасиу и Димитрис Патиниотис), не удалось перезаписать и озвучить некоторые песни, но строго придерживаясь «звука» 60-х годов.

## Уникальность группы
Это была единственная греческая группа 1960-х, которая проводила все свои концерты в исключительно благотворительных целях.
Они долгое время были одной из редких греческих групп, которые написали и исполняли смелые антивоенные и политические песни (THE WAR OVER и ARMAGEDON), при чём в отличие от Aphrodite’s Child делали это на территории Греции.
Это был первый музыкальный коллектив с острова Крит, добившийся успеха.
Это была одна из первых греческих групп, которая много внимания уделяла работе с фанатами и по сути стала одной из первых греческих групп у которых был официальный фан-клуб, логотип и другие атрибуты современного популярного ансамбля.
На момент написания статьи (лето 2020 год) коллектив Air Boys является одной из старейших действующих рок-групп Европы.
Исторические исследователи греческой рок-музыки 60-х и 70-х годов оценивают песню «Я чувствую себя одиноко» (I FEEL ALONE) в первой десятке этого периода.
Их та же самая песня («Я чувствую себя одиноко») звучала на американских радиостанциях на протяжении более 25 лет.

## Дискография (выборочно) и наиболее известные песни
| Песни, входившие в состав сингла или название сборника                                                 | Формат                                | Лейбл              | Номер в каталоге | Год издания |
| --- | ------------------------------------- | ------------------ | ---------------- | ----------- |
| I Feel Alone (текст и музыка Янис Гикакис) / Χάθηκες (текст Василис Мастрокостас, музыка Янис Гикакис) | (7", Single, Mono)                    | AMI Record Company | AMI 51           | 1967        |
| Various - Greek Beat Greats (Wildworld Volume 4) I Feel Alone / Χάθηκες                                | (CD, Comp, Unofficial)                | Gyro Recording Inc | GR10003          | 2007        |
| Flight To The Land Of Rock 'n' Blues                                                                   | (LP, 3xBox, Comp, Dlx, Ltd, Num, Col) | B-Otherside        | BSR 108          | 2018        |

Δώσ' Μου Σφιχτά Το Χέρι Σου (Текст и музыка: Янис Гикакис, исполнял Петрос Гипарис)
MΟΝΟΣ (Текст Ritsa Kontsoglou, Музыка: Никос Контсоглу, исполнял Петрос Гипарис)
Δίχως Ξαστεριά (Текст и музыка: Янис Гикакис, исполнял Петрос Гипарис)
Phantom Flight
Μοντέρνο Κορίτσι (Текст и музыка Янис Гикакис, аранжировка Панос Атанассиу, исполняет Димитрис Патениотис)
Θλίψη (Текст и музыка Янис Гикакис, аранжировка Панос Атанассиу, исполняет Димитрис Патениотис)
Το Ραντεβού (Текст и музыка Янис Гикакис, аранжировка Панос Атанассиу, исполняет Димитрис Патениотис)
Αρμαγεδών (Текст Василис Мастрокостас и Янис Гикакис, музыка Янис Гикакис, аранжировка Панос Атанассиу, исполняет Димитрис Патениотис)
THE WAR IS OVER (Текст и музыка Янис Гикакис, аранжировка Панос Атанассиу, исполняет Димитрис Патениотис)
8 Νοεμβρίου 1966, Γιορτή της Αεροπορίας
В настоящее время песни группы продолжают исполняться современными музыкантами, например Антонис Канарис 10 апреля 2011 года в Оропосе исполнил ΠΟΛΕΜΟΙ ΚΑΤΑΣΤΡΟΦΕΣ (Текст Василис Мастрокостас и Янис Гикакис, Музыка Янис Гикакис) (песню из репертуара The Air Boys - 1966 года).